# Fibröse Nasenpapel

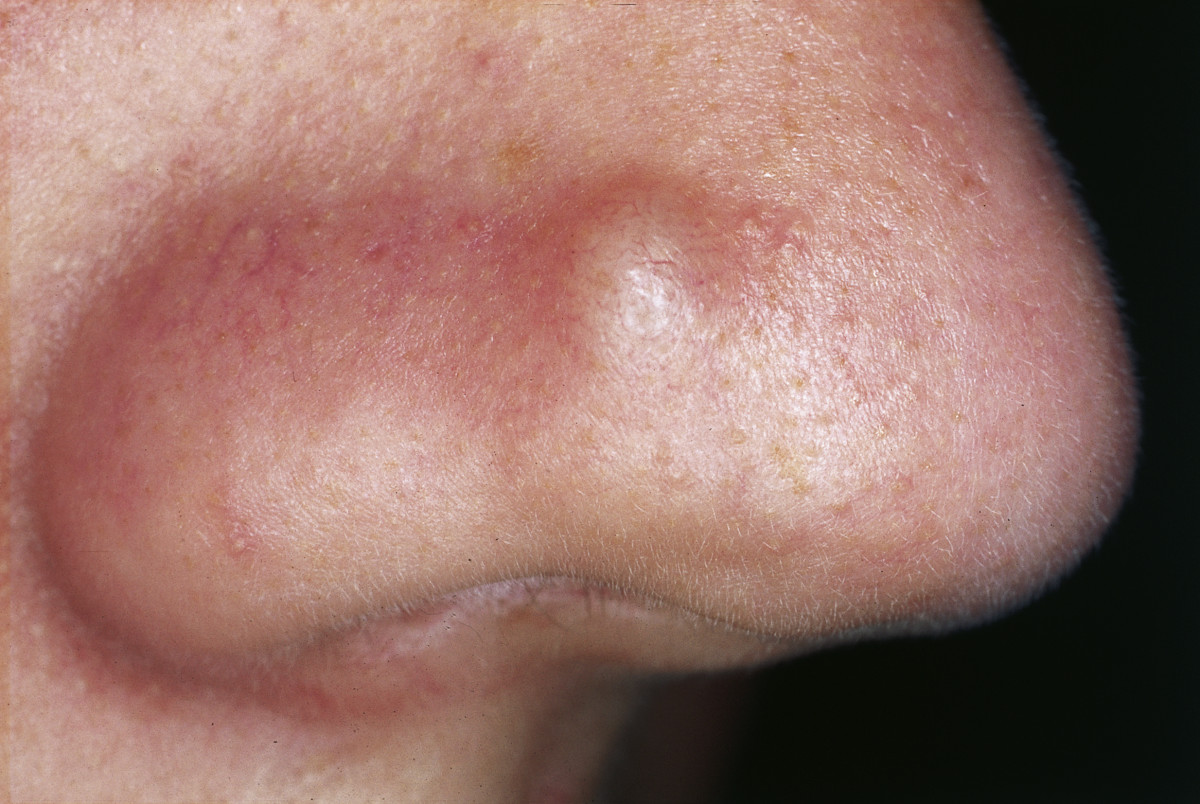
Eine fibröse Nasenpapel

Eine fibröse Nasenpapel (engl. fibrous papule of the nose; ICD-O 8724/0) ist eine gutartige Gewebeneubildung (Neoplasie), die sich typischerweise an der Nasenspitze oder an einem Nasenflügel bildet. Seltener sind Lokalisationen der fibrösen Papel außerhalb des Nasengebietes. In solchen Fällen spricht man von einer fibrösen Gesichtspapel.

## Beschreibung und Diagnose
Bei der fibrösen Nasenpapel handelt es sich um ein Hamartom (eine gutartige tumorartige Gewebe-Fehlbildung), welches üblicherweise bevorzugt bei Erwachsenen, unabhängig vom Alter, auftritt. Es sind aber auch Fälle bei Kindern ab vier Jahren beschrieben.
Die Größe der festen und scharf begrenzten Papel (Knötchen) variiert üblicherweise zwischen 1 und 5 mm im Durchmesser. Sie ist hautfarben bis leicht rötlich und an der Oberfläche glatt. Fibröse Nasenpapel bilden sich im Wesentlichen am Nasenflügel, an der Nasenflügelfurche oder an der Nasenspitze und sind symptomlos. Sie treten einzeln (solitär) auf und bleiben stationär. Auch die Größe kann über viele Jahre konstant bleiben.
Der  fibrinstabilisierende Faktor XIIIa, ein Blutgerinnungsfaktor, spielt bei der Bildung einer fibrösen Nasenpapel eine wichtige Rolle. Man geht davon aus, dass eine fibröse Nasenpapel eine Variante eines Angiofibroms ist, das durch dermale Dendrozyten verursacht wird. Diese Zellen sind Faktor-XIIIa-positiv. Gelegentlich enthalten sie auch multinukläre Riesenzellen.
Histopathologisch kann die fibröse Nasenpapel in verschiedene Varianten unterteilt werden. So gibt es klarzellige fibröse, entzündlich-fibröse, epitheloid-fibröse, pigmentierte fibröse und pleiomorph-fibröse Varianten.
Unter Umständen kann zur Abgrenzung eines Basalioms eine Biopsie notwendig sein.

## Therapie
Fibröse Nasenpapel können durch eine Flachexzision chirurgisch herausgeschnitten werden. Dabei wird mit einem tangentialen Schnitt die Papule in Höhe der papillären Dermis abgetragen. Eine Alternative ist die Entfernung mit einem Kohlendioxidlaser.

## Weiterführende Literatur
- Y. Y. Chiang, H. H. Tsai, W. R. Lee, K. H. Wang: Clear cell fibrous papule: report of a case mimicking a balloon cell nevus. In: Journal of Cutaneous Pathology Band 36, Nummer 3, März 2009, S. 381–384, ISSN 1600-0560. doi:10.1111/j.1600-0560.2008.01038.x. PMID 19220636.
- W. K. Jacyk, A. Rütten, L. Requena: Fibrous papule of the face with granular cells. In: Dermatology Band 216, Nummer 1, 2008, S. 56–59, ISSN 1421-9832. doi:10.1159/000109359. PMID 18032900.
- W. D. Tope, O. P. Sangueza: Rhinophyma's fibrous variant. Histopathology and immunohistochemistry. In: The American Journal of Dermatopathology Band 16, Nummer 3, Juni 1994, S. 307–310, ISSN 0193-1091. PMID 7943640.
- W. N. Meigel, A. B. Ackerman: Fibrous papule of the face. In: The American Journal of Dermatopathology Band 1, Nummer 4, 1979, S. 329–340, ISSN 0193-1091. PMID 396811. (Review).